# Gepard
Gepard (Acinonyx jubatus) är ett kattdjur och den enda arten i underfamiljen Acinonychinae och släktet Acinonyx. Den skiljer sig från andra kattdjur däri att den främst jagar dagtid och inte kan dra in klorna fullständigt.
Liksom de flesta vilda kattdjur har geparden runda pupiller (endast några få mindre av de vilda kattdjuren har ovala pupiller, som t ex sandkatten och rostfläckig katt). Geparden är det snabbast springande, nu levande, landdäggdjuret på kortdistans och håller sedan 1965 Guinness världsrekord med 104,4 km/h på distansen 200 m. Det finns vissa källor som nämner hastigheter på över 114 km/h och ända upp till 120,7 (eller 75 mph), men de har än så länge blivit misskrediterade eller icke säkerställda.

## Utseende
Geparden är mindre än de stora fläckiga kattdjuren (av vilka den bara delar utbredningsområde med leoparden), vanligen 1,10 till 1,50 meter lång. Mankhöjden är maximal 80 cm. Den genomsnittliga vikten ligger för honor vid 38 kg och för hanar vid 43 kg, vissa individer kan vara 53 kg tunga. Svansen blir upp till 81 cm lång.
Geparden har långa, tunna ben och en smal kropp. Trampdynorna är tjocka och täckta med fjälliknande hud. Huvudet är litet och runt och svansen är lång. Pälsen har en gulfärgad ton och är prickig i svart. Geparden kännetecknas av att den har "tårränder", det vill säga en mörk rand under ögat och regelbundna fläckar. Den mörka randen under och runt ögat är fördelaktig då den dämpar effekten av solljus så att geparden inte blir bländad då den främst jagar under dagen. Geparden är ett av få kattdjur som inte kan dra in sina klor fullständigt, på grund av att de inte används för att fälla ett byte. Klorna hjälper geparden att få ett bättre grepp i marken när den springer. Geparden har en klo högre upp på benet som är längre och vassare så den kan hålla kvar bytesdjuret.
Arten har förstorade näsgångar så att den får tillräckligt med syre när den springer fort. För samma syfte är även lungorna, bronker, hjärtat och binjurar större i jämförelse med övriga kroppen än hos andra kattdjur.

## Utbredning
Geparden förekommer från Afrika till Mellanöstern och Asien, och den delas upp i ett flertal underarter. Tidigare fanns geparden i hela Afrika med undantag av skogrika områden i kontinentens centrum men idag förekommer arten bara söder om Sahara. Beståndet i Asien är nästan utdött. Asiatiska refugier för arten är provinserna Khorasan i nordöstra Iran , och Belutsjistan i sydvästra Pakistan .

## Levnadssätt

### Biotop
Geparden är ett typiskt djur för savannen. Den föredrar regioner med högt gräs som kan dölja den för bytesdjur, och med kullar som tjänstgör som utsiktspunkter. I områden med mycket träd och buskar har geparden svårt att uppnå tillräcklig hastighet under jakten.

### Socialt beteende
Geparden är aktiv på dagen. På så sätt undviker den kontakt med mera nattaktiva rovdjur som lejon, leopard och fläckig hyena. De nämnda rovdjuren stjäl annars gepardens byten eller utgör en fara för gepardens ungar. Honor lever vanligen ensamma, med undantag av tiden när de föder upp ungarna. Hannar är däremot mera sociala än andra kattdjur. De lever i grupper av två till tre individer (vanligen bröder från samma kull). I sällsynta fall förekommer grupper med upp till 15 individer. Hannar och honor träffas bara för parningen och de skiljs kort efteråt. Individerna eller grupperna har revir som markeras med urin.

### Fortplantning och nativitet
Geparden blir könsmogen under andra levnadsåret. Efter dräktigheten som varar cirka 95 dagar föder honan en till åtta ungar (oftast tre till fem). Nyfödda ungar har silvergråa hår på ryggen som troligen utgör ett slags kamouflage. Honan måste ofta lämna sina ungar ensamma för att jaga. Hon har inte heller förmåga att försvara sina ungar när hon möter större rovdjur. Omkring 90 procent av alla nyfödda geparder faller offer för lejon eller andra predatorer. Geparder som överlever dessa kritiska månader kan bli upp till 15 år gamla. Lejonet är gepardens främste predator.

### Jakt och föda
Geparden är ganska specialiserad vad gäller byte. Den jagar mest antiloper, men kan i sällsynta fall även fälla zebror. I östra Afrika jagar den nästan uteslutande Thomsongasell, Grantgasell och impala. Vanligen är bytet inte tyngre än 60 kg. Vid brist på föda jagas även harar, kaniner och fåglar.
För att hitta antiloper klättrar geparden ofta upp i träd eller på termitstackar. Den smyger sig under jakten fram till bytet tills avståndet ligger mellan 50 och 100 meter. Sedan springer den med sin typiska snabbhet för att fälla bytet. Om geparden inte lyckas efter några hundra meter ger den upp och söker efter ett annat byte. Trots detta sträcker sig jakten över en längre distans än hos andra kattdjur. Vanligtvis är 50 till 70 procent av alla försök framgångsrika.[källa behövs] Inget annat rovdjur som jagar ensamt är lika lyckosamt, bara rovdjur som jagar i flock når bättre resultat.[källa behövs] Geparden fäller omkull bytet genom att springa mot benen. Sedan kvävs bytet med ett bett i strupen. Vanligen vilar geparden efteråt en stund men den kan inte vänta för länge om den inte vill förlora antilopen till andra rovdjur. Den kan bara springa i ca 30 sekunder, annars kan den dö. I en hastighet på 110-120 km i timmen ser den fortfarande lika bra när den springer, tack vare att den kan hålla huvudet stilla hela tiden.

## Systematik

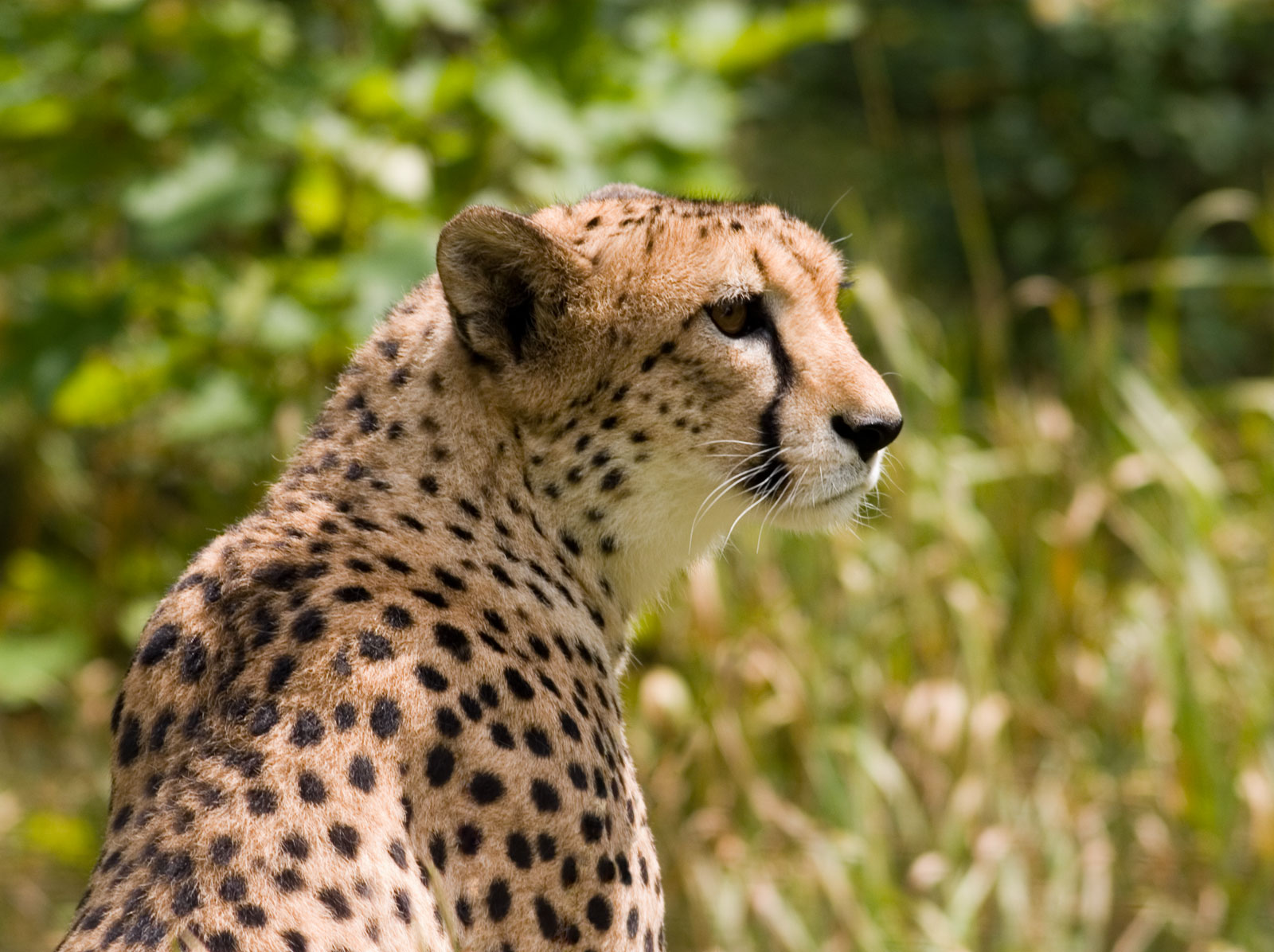
Närbild på huvudet.

Geparden skiljer sig ganska mycket i sina morfologiska och anatomiska egenskaper från övriga kattdjur och därför placeras den vanligtvis i den egna underfamiljen Acinonychinae. Nyare genetiska studier indikerar dock att den är närmare släkt med de övriga kattdjuren än vad som tidigare antagits. Gepardens närmaste levande släktingar är med jämförelsevis stor säkerhet puman och jaguarundin.
Släktet Miracinonyx som under pleistocen levde i Amerika och som liknade geparden i utseende betraktades tidigare som gepardens närmaste släkting. Troligen utgör dessa utdöda djur pumans systertaxon som på grund av konvergent evolution fick samma utseende som den afrikansk-asiatiska geparden.
Det äldsta kända fossilen av gepard är från Afrika men kort efteråt förekom arten även i Eurasien. En släkting till dagens art som under pleistocen levde i Europa beskrevs med det vetenskapliga namnet Acinonyx pardinensis. Arten var tydlig större än dagens gepard. De yngsta fossilen av A. pardinensis är 500 000 år gamla och de hittades nära Wiesbaden.
Genetiska studier har fastställt att dagens geparder troligen hade en väldig liten grupp av anfäder som levde för cirka 10 000 år sedan (jämför: flaskhalseffekten). Vid denna tid dog den amerikanska släktingen Miracinonyx ut och den afrikansk-asiatiska arten var troligen på samma väg.

### Underarter
Traditionellt delades geparden upp i sju underarter men senare studier brukar dela upp den i fem. Följande lista följer Krausman & Morales (2005):
- A. j. hecki Hilzheimer, 1913 - förekommer i nordvästra Afrika.
- A. j. fearsoni (Smith, 1834) - förekommer i östra Afrika.
- A. j. jubatus (Schreber, 1775)  - förekommer i södra Afrika.
- A. j. soemmerringi (Fitzinger, 1855) - förekommer i nordöstra Afrika.
- A. j. venaticus (Griffith, 1821) - förekommer idag från norra Afrika till Iran. Tidigare fanns den även i Indien, Pakistan och Afghanistan.

Underarten venaticus har tidigare kallats asiatisk gepard och i en studie av Nowell och Jackson från 1996 bedömdes den bara finnas kvar i Iran, och dess västliga utbredningsgräns ansågs vara Arabiska halvön. I en senare studie av Krausman och Morales från 2005 inkluderas även populationen av gepard i norra Sahara i taxonet venaticus. Typlokalen för venaticus är okänd. Huruvida populationen i norra Sahara, vilken främst förekommer i Algeriet, tillhör hecki eller venaticus får kommande genetiska studier visa.
Tidigare räknades ytterligare en variation som underart, A. j. rex. Underartens existens var fram till 1975 oviss. Studier har visat att dessa djur inte utgör en underart utan uppstår på grund av en mutation i en recessiv gen.[källa behövs]

## Geparden och människan

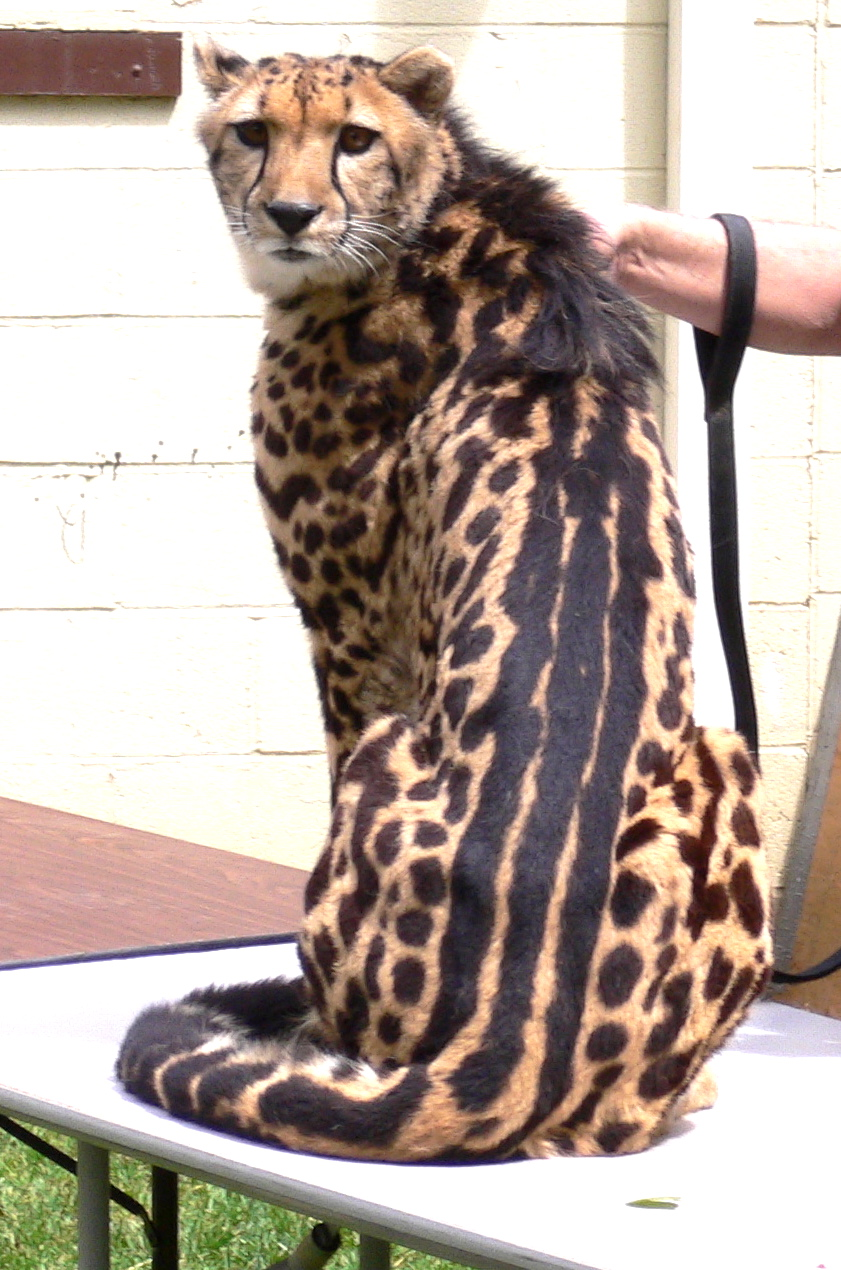
Kungsgepard, en av de bland kattdjuren vanligt förekommande färgvariationerna med melanistiska inslag

Under 1990-talet sköts en hel del geparder av bönder i Afrika, eftersom får och getter är lättfångade byten för geparder. I Namibia har man sedan några år prövat en ny, intressant metod att hålla geparder borta från tamboskap: specialtränade turkiska vallhundar av rasen anatolisk herdehund lever sida vid sida med getterna, och går ögonblickligen till attack mot geparder som närmar sig.
De till en början konservativa och skeptiska farmarna är nu genomgående positiva, och geparden ökar i antal i Namibia.
Geparder har länge domesticerats och använts i exempelvis antilopjakt.

### Status och hot
Enligt uppskattningar består den kända populationen av gepard av inte mer än 7 000 individer och uppskattningsvis uppgår den globala populationen till inte mer än 10 000 individer. Dessa är fördelade över 25 afrikanska stater och dessutom lever uppskattningsvis 60 till 100 individer i Iran. Den största populationen finns i Namibia med cirka 2 500 individer. De flesta geparderna lever utanför skyddsområden och därför förekommer ofta konflikter med människor som har betesdjur. IUCN listar hela beståndet som sårbart (VU). De två underarterna A. j. hecki och A. j. venaticus klassas som akut hotad (CR). Avelsprogram i djurparker med hjälp av konstgjord befruktning har varit framgångsrik. 
Ett pågående program vill introducera några afrikanska individer i ett viltreservat i Indien.

### Namn
Det vetenskapliga namnet för släktet kommer från klassisk grekiska och är sammansatt av ακίνητος akínetos "orörlig" samt ὄνυξ ónyx "klo". Detta refererar till dess oförmåga att helt dra in klorna som andra kattdjur. Under det brittiska styret av Indien blev geparden känd som jaktleopard, det rörde sig då om den för Indien idag utdöda underarten venaticus.
Artepitet är bildat av det latinska ordet iubatus (med man).